# Dimensiuni (film)
Dimensiuni este un film românesc din 2015 regizat de Ștefan Munteanu.